# Zwartborsttandkwartel
De zwartborsttandkwartel (Odontophorus leucolaemus) is een vogel uit de familie Odontophoridae. De wetenschappelijke naam van de soort is voor het eerst geldig gepubliceerd in 1867 door Salvin.

## Voorkomen
De soort komt voor in Costa Rica en Panama.

## Beschermingsstatus
De totale populatie wordt geschat op 6.700-33.000 volwassen vogels. Op de Rode Lijst van de IUCN heeft de soort de status niet bedreigd.